# فیل سوماترایی
فیل سوماترایی (نام علمی: Elephas maximus sumatranus) نام یک گونه از سرده آسیافیل است.